# 新井和広
新井 和広（あらい かずひろ、1968年 - ）は、日本の歴史学者。慶應義塾大学教授。元日本中東学会事務局長。

## 経歴
1991年、埼玉大学工学部機械工学科を卒業。1998年ミシガン大学大学院近東研究学科を修了。2004年、ミシガン大学でPh. D.を取得。
同2004年より東京外国語大学アジア・アフリカ言語文化研究所非常勤研究員。2006年、東京外国語大学アジア・アフリカ言語文化研究所助教に就いた。2008年より慶應義塾大学商学部専任講師。2010年に同准教授、2017年に同教授に昇進。
学界では、2005年より日本イスラム協会運営委員・編集委員。2011年より日本中東学会事務局長。

## 著作

### 著書
- Arabs under Japanese Occupation: A Preliminary Overview, Senri Ethnological Studies 55, 2001年
- An Attempt to Reform Hadramawt in the Early Twentieth Century: A Preliminary Analysis of the ‘Truth Society（Jam ‘iyyat al-Haqq）’ of Tarim, Memoirs of the Research Department of The Toyo Bunko 65, 2008 8．“Arabs who Traversed the Indian Ocean: The History of the al-‘Attas Family in Hadramawt and Southeast Asia, c.1650─ c.1960,” Ph. D. Dissertation, Department of Near Eastern Studies, The University of Michigan, 2004年
- 『インドネシア検定 : インドネシア検定公式テキスト』めこん 2010年
- 『解題:ジャウィ定期刊行物の状況』アジア文化研究所 2012年
- 『ジャウィ文字でつながる東南アジア・イスラーム世界 : ジャウィ定期刊行物創刊号巻頭言』上智大学アジア文化研究所 2012年
- 『グループ学習入門 : 学びあう場づくりの技法 : アカデミック・スキルズ』（坂倉杏介と共著）慶應義塾大学出版会 2013年

### 論文
- Revival’ of the Hadhrami Diaspora? Networking through Religious Figures in Indonesia, in Brehony, Noel et.al eds. Hadhramaut and its Diaspora: Yemeni Politics, Identity and Migration. London: I.B. Tauris, March 2017年